# Джейсон Капоно
Джейсон Капоно (англ. Jason Kapono; *4 лютого 1981) — американський професійний баскетболіст. Виступає за грецький клуб «Панатінаїкос». Останній клуб, у складі якого Джейсон бра участь у іграх НБА - «Лос-Анджелес Лейкерс».

## Кар'єра в НБА
Капоно був обраний на драфті 2003 під 31 номером клубом «Клівленд Кавальєрз». Провівши сезон у «Кавальєрз», перейшов у новостворений «Шарлот Бобкетс». Здійснив перший блокшот в історії цього клубу.
Після завершення контракту з «Бобкетс», Капоно став гравцем «Маямі Хіт». Чемпіон НБА 2006 у складі «Маямі Хіт». 25 жовтня 2007 року він реалізував 250-ий трьохочковий кидок в кар'єрі. Серед усіх, хто реалізував не менше 250 трьохочкових в НБА, Капоно на той момент посідав перше місце за процентом попадань. Пізніше Джейсон втратив першу сходинку.
У сезонах 2007-08 та 2008-09 Капоно виступав за «Торонто Репторз».
9 липня 2010 перейшов у «Севенті-Сіксерс». Контракт Капоно із цим клубом закінчився після завершення сезону 2010-11, і Джейсон став вільним агентом.
9 грудня 2011 Капоно підписав контракт із «Лос-Анджелес Лейкерс». Капоно провів у складі «Лейкерс» 27 ігор, він жодного разу не виходив у стартовій п'ятірці. 15 березня 2012 Капоно перейшов у «Кавальєрз». 17 березня 2012 «Кавальєрз» звільнили Джейсона.
15 листопада 2012 Капоно підписав контракт із «Панатінаїкосом».

### Статистика кар'єри в НБА

#### Регулярний сезон
| Сезон    | Команда                     | GP  | GS | MPG  | FG%  | 3P%  | FT%   | RPG | APG | SPG | BPG | PPG  |
| -------- | --------------------------- | --- | -- | ---- | ---- | ---- | ----- | --- | --- | --- | --- | ---- |
| 2003–04  | Клівленд Кавальєрс          | 41  | 3  | 10.4 | .403 | .477 | .833  | 1.3 | .3  | .3  | .0  | 3.5  |
| 2004–05  | Шарлотт Бобкетс             | 81  | 14 | 18.4 | .401 | .412 | .824  | 2.0 | .8  | .5  | .1  | 8.5  |
| 2005–06† | Маямі Гіт                   | 51  | 2  | 13.0 | .446 | .396 | .848  | 1.4 | .7  | .1  | .1  | 4.1  |
| 2006–07  | Маямі Гіт                   | 67  | 35 | 26.4 | .494 | .514 | .892  | 2.7 | 1.2 | .6  | .0  | 10.9 |
| 2007–08  | Торонто Репторз             | 81  | 7  | 18.9 | .488 | .483 | .860  | 1.5 | .8  | .4  | .0  | 7.2  |
| 2008–09  | Торонто Репторз             | 80  | 12 | 22.9 | .432 | .428 | .810  | 2.0 | 1.3 | .3  | .0  | 8.2  |
| 2009–10  | Філадельфія Севенті-Сіксерс | 57  | 12 | 17.1 | .419 | .368 | .600  | 1.2 | .7  | .4  | .1  | 5.7  |
| 2010–11  | Філадельфія Севенті-Сіксерс | 24  | 2  | 4.7  | .250 | .125 | .500  | .5  | .2  | .1  | .0  | .7   |
| 2011–12  | Лос-Анджелес Лейкерс        | 27  | 0  | 10.0 | .382 | .296 | 1.000 | .5  | .4  | .1  | .0  | 2.0  |
| Кар'єра  |                             | 509 | 87 | 17.8 | .442 | .434 | .835  | 1.7 | .8  | .4  | .0  | 6.7  |

#### Плей-оф
| Сезон   | Команда         | GP | GS | MPG  | FG%  | 3P%  | FT%   | RPG | APG | SPG | BPG | PPG  |
| ------- | --------------- | -- | -- | ---- | ---- | ---- | ----- | --- | --- | --- | --- | ---- |
| 2006†   | Маямі Гіт       | 1  | 0  | 2.0  | .000 | .000 | .000  | .0  | .0  | .0  | .0  | .0   |
| 2007    | Маямі Гіт       | 4  | 1  | 19.3 | .471 | .500 | 1.000 | 1.3 | .5  | .5  | .0  | 5.0  |
| 2008    | Торонто Репторз | 5  | 0  | 30.4 | .585 | .542 | .750  | 2.6 | .8  | .4  | .0  | 15.6 |
| Кар'єра |                 | 10 | 1  | 23.1 | .557 | .536 | .833  | 1.8 | .6  | .4  | .0  | 9.8  |